# Loupville
Loupville was een plaats in de huidige Belgische provincie Luxemburg en een parochie op het huidig grondgebied van Tillet, een deelgemeente van Sainte-Ode.

## Geschiedenis
Oude vermeldingen van de plaats gaan terug tot de 8ste en 9de eeuw. Loupville was het centrum van een uitgestrekte Sint-Martinusparochie, afhankelijk van de Abdij van Saint-Hubert. Bestuurlijk was Loupville in de 16de eeuw de hoofdplaats van het gebied waartoe ook de plaatsen Acul, Brul, Chisogne, Gérimont, Houmont, Hubermont, Lavaselle, Magerotte, Magery, Mande-Sainte-Marie, Millaumont, Morhet, Rechimont, Remience, Renuamont en Senonchamps behoorden. Bij de grote pest van 1636 verdween de parochie. Op de Ferrariskaart uit jaren 1770 is de site van de kerk en het kerkhof van Loupville nog aangeduid, gelegen tussen de kasteelboerderij van Laval, Hubermont en Rechrival. De parochiezetel verplaatste zich naar Rechrival, dat op het eind van het ancien régime ook een gemeente werd. Op de plaats van de oude kerk rest nog een kerkhof; een nieuwe kerk werd in Hubermont opgetrokken.